# Siqueira Torres
Luís Vieira de Siqueira Torres, mais conhecido como Siqueira Torres (Água Branca, 15 de Maio de 1864 — Água Branca, 10 de junho de 1928) foi um político brasileiro.
Era filho de Joaquim Antônio de Siqueira Torres, o barão de Água Branca, e de Joana Vieira de Siqueira Torres.
Ingressou na política elegendo-se deputado estadual em Alagoas para as legislaturas 1897-1898 e 1899-1900. Voltou a ser eleito para as legislaturas 1915-1916 e 1919-1920. 
Eleito senador por Alagoas em 1924, logo depois renunciou. Assumiu o cargo de vice-governador do estado no período do governo de Pedro da Costa Rego (1924-1928).